# Calceolaria tetragona
Calceolaria tetragona är en toffelblomsväxtart. Calceolaria tetragona ingår i släktet toffelblommor, och familjen toffelblomsväxter.

## Underarter
Arten delas in i följande underarter:
- C. t. endopogon
- C. t. tetragona